# Coregonus trybomi
Coregonus trybomi és una espècie de peix de la família dels salmònids i de l'ordre dels salmoniformes.

## Morfologia
Els mascles poden assolir cm de llargària total.

## Distribució geogràfica
Es troba a Europa: llacs Ören, Halsjön, Äsunden i Fegen a Suècia.